# 지연성 수면주기장애

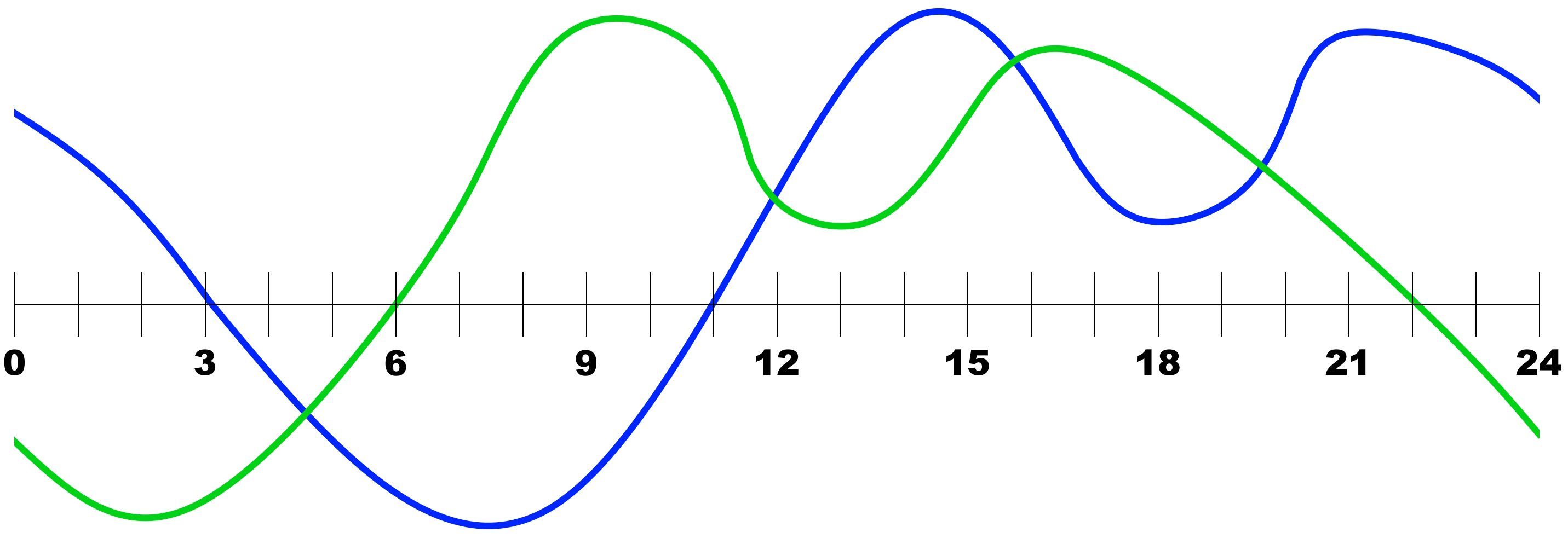
녹색: 표준, 파란색: DSPD

지연성 수면주기장애, 지연성 수면위상증후군 또는 수면위상지연장애(Delayed sleep phase disorder, DSPD)는 사회적 규범에 비해 사람의 일주기 리듬(생체 시계)이 지연되는 것이다. 이 장애는 수면, 각성 최고 기간, 심부 체온 및 호르몬 주기를 포함한 생물학적 리듬의 타이밍에 영향을 미친다.
이 장애의 진단은 현재 수면 장애 전문가들 사이에서 논쟁거리가 되고 있다. 많은 불면증 관련 장애는 환자마다 상당히 다르게 나타날 수 있으며, 일주기 리듬 장애와 멜라토닌 관련 장애는 현대 의학에서 잘 이해되지 않는다. 오렉신 시스템은 1998년에야 확인되었지만 인간의 수면-각성 시스템과 밀접하게 연관되어 있는 것으로 보인다.
인간의 일주기 리듬 주기의 가소성에 대한 증거는 여러 연구에서 제공되었다. 한 예로, 수십 명의 자원봉사자들이 지하 프랑스 동굴에서 여러 달을 보냈고, 연구자들은 그들의 깨어 있는 시간과 잠자는 시간을 모니터링했다. 그 결과, 대부분의 참가자가 30 +/- 4시간의 리듬에 안주하는 등 개인 간에 상당한 차이가 있는 것으로 나타났다. 연구자들은 자연적인 일출/일몰 주기에 대한 노출 부족이 이러한 일주기 장애의 많은 증상과 관련이 있다고 추측했다. 햇빛에 노출되지 않고 인공 조명을 사용하여 실내에서 오랜 시간을 보내는 인간의 현대 습관에 대한 것이다.
오렉신 길항제나 멜라토닌 수용체 작용제 등의 치료 약물과 규칙적인 야외 운동으로 증상 관리가 가능할 수 있다. 증후군에는 유전적 요인이 있을 수 있다.

## 역사
DSPD는 1981년 엘리엇 D. 와이츠먼(Elliot D. Weitzman)과 몬테피오레 메디컬 센터(Montefiore Medical Center)의 다른 사람들에 의해 처음 공식적으로 기술되었다. 이는 만성 불면증에 대한 환자 불만의 7~13%를 담당한다. 그러나 많은 의사들이 이 질환에 대해 잘 모르기 때문에 치료하지 않거나 부적절하게 치료하는 경우가 많다. DSPD는 종종 원발성 불면증이나 정신 질환으로 잘못 진단된다. DSPD는 어떤 경우에는 세심한 일일 수면 습관, 아침의 가벼운 치료, 저녁의 어두운 치료, 조기 운동 및 식사 시간, 아리피프라졸, 멜라토닌, 모다피닐과 같은 약물을 통해 치료되거나 도움이 될 수 있다. 멜라토닌은 인체 시계를 부분적으로 담당하는 천연 신경호르몬이다. 가장 심각하고 융통성이 없는 DSPD는 장애이다. DSPD 치료의 가장 큰 어려움은 환자의 신체가 본질적인 늦은 시간으로 수면 일정을 재설정하려는 강한 경향이 있기 때문에 설정된 이후 더 빠른 일정을 유지하는 것이다. DSPD를 가진 사람들은 전통적인 9시부터 5시까지의 근무 일정을 따르도록 강요하기보다는 늦은 수면 시간을 허용하는 직업을 선택함으로써 삶의 질을 향상시킬 수 있다.

## 같이 보기
- 시간생물학
- 불규칙한 수면-각성 리듬
- 계절성 정동 장애